# Liga Premier de Rusia
La Russian Premier Liga (RPL; en ruso: Российская премьер-лига, transliterado: Rossiyskaya premyer-liga; РПЛ) es la primera división profesional de fútbol ruso. Se estableció a finales de 2001 como la Russian Football Premier League (RFPL; en ruso: Российская футбольная премьер-лига; РФПЛ) y fue renombrada a su actual denominación en 2018. Desde 1992 hasta 2001, el nivel más alto del sistema de ligas del fútbol ruso fue el Russian Football Championship (en ruso: Чемпионат России по футболу, transliterado: Chempionat Rossii po Futbolu).
En 2014, fue considerada la octava liga más fuerte del mundo por la IFFHS y ocupa en 2018 el 7° lugar en el ranquin de ligas de la UEFA.

## Historia

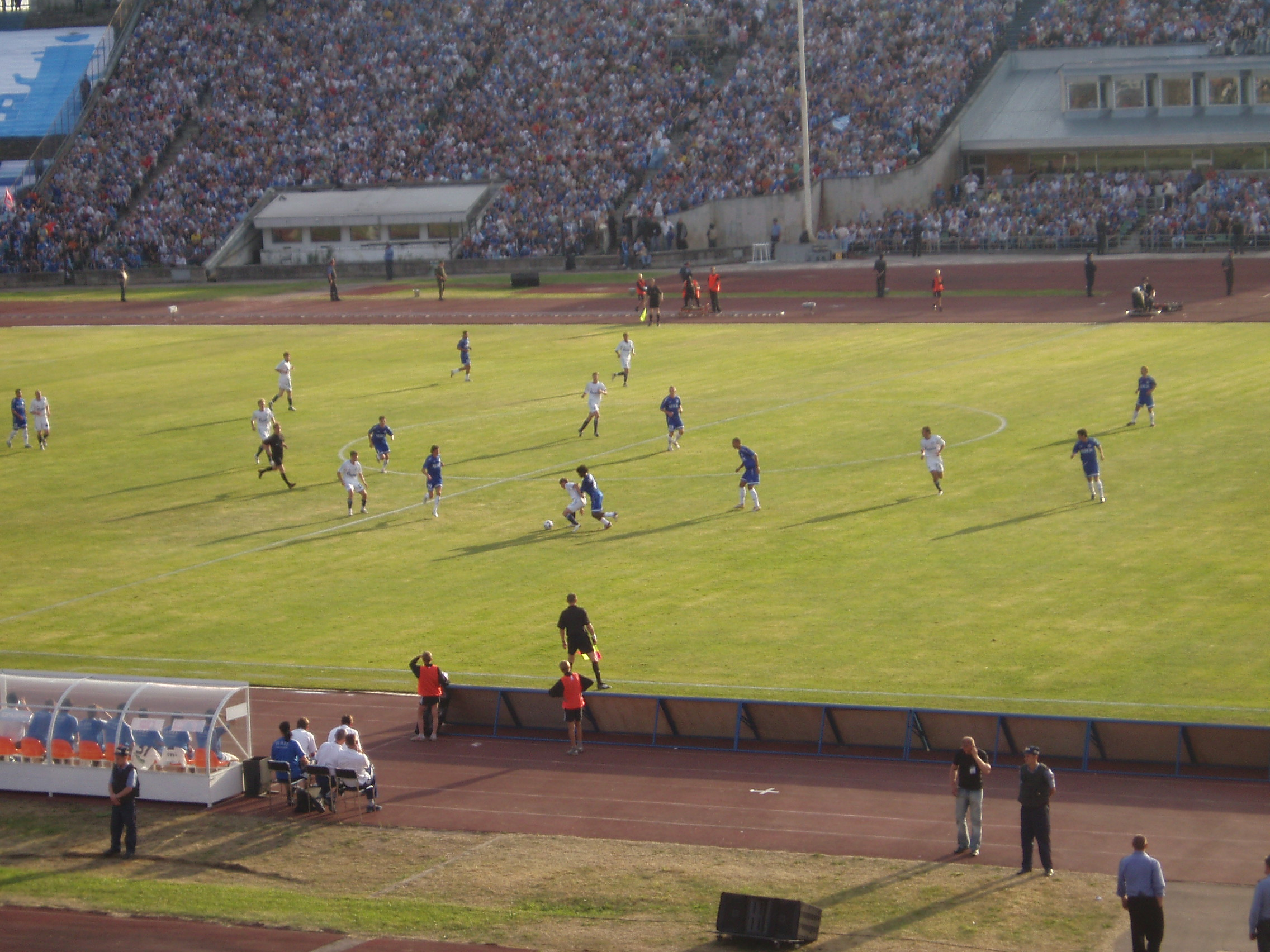
Partido de la Liga Premier de Rusia entre el FC Zenit y el FC Dinamo Moscú.

La primera liga de fútbol en Rusia nació en 1901 en San Petersburgo y la disputaban solo los clubes de aquella ciudad. Posteriormente, en 1910 y siguiendo el modelo de la Liga de San Petersburgo, nació la Liga de Moscú. En enero de 1912, los clubes de la Liga de San Petersburgo fundaron la VFS (Federación Rusa de Fútbol), que impulsó un campeonato nacional aunque, paralelamente, las ligas locales de San Petersburgo y Moscú se continuaron disputando hasta 1920.
El campeonato nacional ruso se jugaba por rondas eliminatorias y no participaban los clubes sino equipos de jugadores representativos de las principales ciudades. La primera edición, disputada en 1912, fue ganada por San Petersburgo, que se impuso a un combinado moscovita en la final. En 1913 repitió la final el San Petersburgo pero fue superada por Odesa, aunque posteriormente la Federación le retiró el título a ésta por alineación indebida. En 1914, la liga fue suspendida a mitad de la competición por el estallido de la Primera Guerra Mundial. Posteriormente, el fútbol ruso quedaría integrado en la Unión Soviética y no tendría nuevamente una liga propia hasta 1992.
Los equipos rusos fueron los grandes dominadores de la Primera División de la Unión Soviética durante sus 55 años de existencia, ganando en 34 ocasiones el título, que se reparten entre FC Spartak Moscú (12), FC Dinamo Moscú (11), PFC CSKA Moscú (7) y Torpedo Moscú (3) y Zenit Leningrado (1). En total, 30 clubes rusos jugaron en la Primera División Soviética.
Después del colapso soviético en 1991, las ex repúblicas soviéticas comenzaron a realizar campeonatos de fútbol independientes, por lo que la Liga Soviética deja de disputarse en 1991. En 1992 nace la actual Liga Premier, formada en su primera edición por 20 equipos: los 6 clubes que por entonces militaban en la primera división soviética (PFC CSKA Moscú, FC Spartak Moscú, FC Torpedo Moscú, FC Dinamo de Moscú, FC Spartak Vladikavkaz y FC Lokomotiv Moscú) más otros 14 de divisiones inferiores. El número de equipos en la Liga Premier se redujo a 18 en 1993, y a 16 en 1994.
Desde 1992 hasta 2010, la liga se disputó desde comienzo a fin de año calendario. La temporada 2011/12 fue de transición, ya que la competición se inició a principios de 2011 y finalizó a mediados de 2012. Esto sirvió para que, a partir del campeonato siguiente, la temporada 2012/13, el formato cambiase al mismo que tienen la mayoría de las ligas europeas, iniciándose en otoño y finalizando en primavera.En 2022 la excluyeron de las participación de las competencias europeas 

### Nombres de la Liga
- Vysshaya Liga (1992–1997)
- Vysshiy Divizion (1998–2001)
- Liga Premier de Rusia (desde 2002)

## Sistema de competición
En total, dieciséis equipos disputan la Liga Premier de Rusia. Se utiliza el formato de todos contra todos, ida y vuelta, contabilizando un total de 30 fechas. El equipo con mayor cantidad de puntos al finalizar todas las jornadas será proclamado campeón.
La liga tiene dos plazas disponibles para la Liga de Campeones de la UEFA: el campeón clasifica directamente para la fase de grupos, mientras que el subcampeón entra en la Tercera Ronda Clasificatoria. Por otro lado, los dos siguientes equipos clasificados entran en la Liga Europa Conferencia de la UEFA: el tercer clasificado empezará jugando en la Tercera Ronda Clasificatoria mientras que el cuarto clasificado empezará jugando en la Segunda Ronda Clasificatoria. El campeón de la Copa de Rusia se clasificará a la Liga Europa de la UEFA (Desde 2022 los equipos y seleccionado ruso están fuera de las competiciones UEFA en todas sus categorías, hasta nuevo aviso, por las sanciones impuestas al país debido a la invasión de esta nación a Ucrania).
Los equipos que finalicen en las dos últimas posiciones descenderán directamente a la Liga Nacional, mientras que los que ocupen el 14.º y 13.eɽ lugar deberán jugar los encuentros de play-offs para evitar el descenso ante los clasificados 3.º y 4,º de la Liga Nacional, respectivamente.

## Temporada 2024–25
| Club                     | Estadio           | Ciudad                        | Inauguración | Capacidad |
| ------------------------ | ----------------- | ----------------------------- | ------------ | --------- |
| FC Ajmat Grozni          | Ajmat Arena       | Grozni,República de Chechenia | 2011         | 30 597    |
| FC Akron Tolyatti        | Kristall          | Toliatti                      | 1957         | 3065      |
| FC Fakel Vorónezh        | Central Sindical  | Vorónezh, Óblast de Vorónezh  | 1930         | 32 750    |
| PFC CSKA Moscú           | Arena CSKA        | Moscú                         | 2016         | 30 000    |
| FC Dinamo Moscú          | VTB Arena         | Moscú                         | 2019         | 27 000    |
| FC Dynamo Majachkalá     | Dinamo Majachkalá | Majachkalá                    | 1927         | 16 100    |
| FK Jimki                 | Arena Jimki       | Jimki                         | 2009         | 18 636    |
| FC Krasnodar             | Krasnodar         | Krasnodar                     | 2016         | 34 291    |
| FC Lokomotiv Moscú       | Lokomotiv         | Moscú                         | 2002         | 28 800    |
| Krylia Sovetov Samara    | Samara Arena      | Samara                        | 2018         | 44 918    |
| FC Rostov                | Rostov Arena      | Rostov del Don                | 2018         | 43 472    |
| FC Rubin Kazán           | Kazán Arena       | Kazán                         | 2013         | 45 500    |
| FC Spartak de Moscú      | Otkrytie Arena    | Moscú                         | 2014         | 45 360    |
| FC Zenit San Petersburgo | Krestovski        | San Petersburgo               | 2017         | 64 287    |
| FC Nizhni Nóvgorod       | Nizhni Nóvgorod   | Nizhni Nóvgorod               | 2018         | 44 899    |
| FC Oremburgo             | Gazovik           | Oremburgo                     | 1967         | 7500      |

## Palmarés
- Para campeones anteriores a 1992 véase Primera División de la Unión Soviética.

| Temporada | Campeón                    | Subcampeón            | Tercero               | Máximo goleador                 | Club                       | Goles |
| --------- | -------------------------- | --------------------- | --------------------- | ------------------------------- | -------------------------- | ----- |
| 1992      | Spartak Moscú (1)          | Spartak Vladikavkaz   | Dinamo Moscú          | Yuri Matveyev                   | FC Uralmash                | 20    |
| 1993      | Spartak Moscú (2)          | Rotor Volgogrado      | Dinamo Moscú          | Víktor Pánchenko                | FC KAMAZ                   | 21    |
| 1994      | Spartak Moscú (3)          | Dinamo Moscú          | Lokomotiv Moscú       | Ígor Simuténkov                 | Dinamo Moscú               | 21    |
| 1995      | Alania Vladikavkaz (1)     | Lokomotiv Moscú       | Spartak Moscú         | Oleg Veretennikov               | Rotor Volgogrado           | 25    |
| 1996      | Spartak Moscú (4)          | Alania Vladikavkaz    | Rotor Volgogrado      | Aleksandr Máslov                | FC Rostov                  | 23    |
| 1997      | Spartak Moscú (5)          | Rotor Volgogrado      | Dinamo Moscú          | Oleg Veretennikov               | Rotor Volgogrado           | 22    |
| 1998      | Spartak Moscú (6)          | CSKA Moscú            | Lokomotiv Moscú       | Oleg Veretennikov               | Rotor Volgogrado           | 22    |
| 1999      | Spartak Moscú (7)          | Lokomotiv Moscú       | CSKA Moscú            | Georgi Demetradze               | Alania Vladikavkaz         | 21    |
| 2000      | Spartak Moscú (8)          | Lokomotiv Moscú       | Torpedo Moscú         | Dmitri Loskov                   | Lokomotiv Moscú            | 15    |
| 2001      | Spartak Moscú (9)          | Lokomotiv Moscú       | Zenit San Petersburgo | Dmitri Vyazmikin                | Torpedo Moscú              | 18    |
| 2002      | Lokomotiv Moscú (1)        | CSKA Moscú            | Spartak Moscú         | Rolán Gúsev Dmitri Kirichenko   | CSKA Moscú                 | 15    |
| 2003      | CSKA Moscú (1)             | Zenit San Petersburgo | Rubín Kazán           | Dmitri Loskov                   | Lokomotiv Moscú            | 14    |
| 2004      | Lokomotiv Moscú (2)        | CSKA Moscú            | Krylia Sovetov Samara | Aleksandr Kerzhakov             | Zenit San Petersburgo      | 18    |
| 2005      | CSKA Moscú (2)             | Spartak Moscú         | Lokomotiv Moscú       | Dmitri Kirichenko               | FC Moscú                   | 14    |
| 2006      | CSKA Moscú (3)             | Spartak Moscú         | Lokomotiv Moscú       | Román Pavlyuchenko              | Spartak Moscú              | 18    |
| 2007      | Zenit San Petersburgo (1)  | Spartak Moscú         | CSKA Moscú            | Román Pavlyuchenko Román Adámov | Spartak Moscú FC Moscú     | 14    |
| 2008      | Rubín Kazán (1)            | CSKA Moscú            | Dinamo Moscú          | Vágner Love                     | CSKA Moscú                 | 20    |
| 2009      | Rubín Kazán (2)            | Spartak Moscú         | Zenit San Petersburgo | Welliton                        | Spartak Moscú              | 21    |
| 2010      | Zenit San Petersburgo (2)  | CSKA Moscú            | Rubín Kazán           | Welliton                        | Spartak Moscú              | 19    |
| 2011–12   | Zenit San Petersburgo (3)  | Spartak Moscú         | CSKA Moscú            | Seydou Doumbia                  | CSKA Moscú                 | 28    |
| 2012–13   | CSKA Moscú (4)             | Zenit San Petersburgo | Anzhí Majachkalá      | Yura Movsisyan Wánderson        | Spartak Moscú FC Krasnodar | 13    |
| 2013–14   | CSKA Moscú (5)             | Zenit San Petersburgo | Lokomotiv Moscú       | Seydou Doumbia                  | CSKA Moscú                 | 18    |
| 2014–15   | Zenit San Petersburgo (4)  | CSKA Moscú            | FC Krasnodar          | Hulk                            | Zenit San Petersburgo      | 15    |
| 2015–16   | CSKA Moscú (6)             | FC Rostov             | Zenit San Petersburgo | Fyodor Smolov                   | FC Krasnodar               | 20    |
| 2016–17   | Spartak Moscú (10)         | CSKA Moscú            | Zenit San Petersburgo | Fyodor Smolov                   | FC Krasnodar               | 18    |
| 2017–18   | Lokomotiv Moscú (3)        | CSKA Moscú            | Spartak Moscú         | Quincy Promes                   | Spartak Moscú              | 15    |
| 2018–19   | Zenit San Petersburgo (5)  | Lokomotiv Moscú       | FC Krasnodar          | Fyodor Chalov                   | CSKA Moscú                 | 15    |
| 2019–20   | Zenit San Petersburgo (6)  | Lokomotiv Moscú       | FC Krasnodar          | Artiom Dziuba Sardar Azmoun     | Zenit San Petersburgo      | 16    |
| 2020–21   | Zenit San Petersburgo (7)  | Spartak Moscú         | Lokomotiv Moscú       | Artiom Dziuba                   | Zenit San Petersburgo      | 20    |
| 2021–22   | Zenit San Petersburgo (8)  | PFC Sochi             | Dinamo Moscú          | Gamid Agalarov                  | FC Ufa                     | 19    |
| 2022–23   | Zenit San Petersburgo (9)  | CSKA Moscú            | Spartak Moscú         | Malcom                          | Zenit San Petersburgo      | 23    |
| 2023–24   | Zenit San Petersburgo (10) | FC Krasnodar          | Dinamo Moscú          | Mateo Cassierra                 | Zenit San Petersburgo      | 21    |
| 2024-25   | FC Krasnodar (1)           | Zenit San Petersburgo | CSKA Moscú            | Manfred Ugalde                  | Spartak Moscú              | 17    |

## Títulos por club
| Club                     | Títulos | Subtítulos | Tercero | Años de los campeonatos                                                            |
| ------------------------ | ------- | ---------- | ------- | ---------------------------------------------------------------------------------- |
| FC Spartak Moscú         | 10      | 6          | 4       | 1992, 1993, 1994, 1996, 1997, 1998, 1999, 2000, 2001, 2016-17                      |
| FC Zenit San Petersburgo | 10      | 4          | 5       | 2007, 2010, 2011-12, 2014-15, 2018-19, 2019-20, 2020-21, 2021-22, 2022-23, 2023-24 |
| PFC CSKA Moscú           | 6       | 9          | 4       | 2003, 2005, 2006, 2012-13, 2013-14, 2015-16                                        |
| FC Lokomotiv Moscú       | 3       | 6          | 6       | 2002, 2004, 2017-18                                                                |
| FC Rubin Kazán           | 2       | -          | 2       | 2008, 2009                                                                         |
| FC Alania Vladikavkaz    | 1       | 2          | -       | 1995                                                                               |
| FC Krasnodar             | 1       | 1          | 3       | 2024-25                                                                            |
| FC Rotor Volgogrado      | -       | 2          | 1       | -----                                                                              |
| FC Dinamo Moscú          | -       | 1          | 6       | -----                                                                              |
| FC Rostov                | -       | 1          | -       | -----                                                                              |
| PFC Sochi                | -       | 1          | -       | -----                                                                              |
| FC Torpedo Moscú         | -       | -          | 1       | -----                                                                              |
| FK Anzhí Majachkalá      | -       | -          | 1       | -----                                                                              |

## Clasificación histórica
- Tabla actualizada a la finalización de la temporada 2018-19 (26 campeonatos).

| Pos. | Club                         | Temp. | PJ  | PG  | PE  | PP  | GF   | GC   | Puntos | Temporada 2019-20     |
| ---- | ---------------------------- | ----- | --- | --- | --- | --- | ---- | ---- | ------ | --------------------- |
| 1    | FC Spartak Moscú             | 27    | 833 | 442 | 192 | 169 | 1460 | 847  | 1574   | Liga Premier 2019-20  |
| 2    | PFC CSKA Moscú               | 27    | 833 | 420 | 189 | 194 | 1194 | 754  | 1507   | Liga Premier 2019-20  |
| 3    | FC Lokomotiv Moscú           | 27    | 833 | 391 | 226 | 186 | 1176 | 746  | 1459   | Liga Premier 2019-20  |
| 4    | FC Zenit San Petersburgo     | 24    | 742 | 354 | 196 | 162 | 1142 | 109  | 1311   | Liga Premier 2019-20  |
| 5    | FC Dinamo Moscú              | 26    | 802 | 313 | 227 | 232 | 1081 | 893  | 1206   | Liga Premier 2019-20  |
| 6    | PFC Krylia Sovetov Samara    | 25    | 776 | 241 | 211 | 324 | 818  | 1017 | 934    | Liga Premier 2019-20  |
| 7    | FC Rostov                    | 25    | 772 | 217 | 217 | 308 | 783  | 982  | 905    | Liga Premier 2018-19  |
| 8    | FC Rubin Kazan               | 16    | 474 | 191 | 137 | 136 | 594  | 464  | 748    | Liga Premier 2019-20  |
| 9    | FC Torpedo Moscú             | 16    | 492 | 188 | 142 | 162 | 625  | 598  | 706    | Liga Nacional 2019-20 |
| 10   | FC Spartak Vladikavkaz       | 16    | 489 | 179 | 109 | 201 | 630  | 663  | 646    |                       |
| 11   | FC Rotor                     | 13    | 402 | 151 | 109 | 142 | 562  | 506  | 562    | Liga Nacional 2019-20 |
| 12   | FC Amkar                     | 14    | 434 | 114 | 131 | 159 | 368  | 478  | 508    |                       |
| 13   | FC Saturn                    | 12    | 360 | 120 | 121 | 119 | 396  | 378  | 481    |                       |
| 14   | FC Akhmat                    | 12    | 374 | 113 | 86  | 145 | 351  | 434  | 464    | Liga Premier 2019-20  |
| 15   | FC Krasnodar                 | 8     | 254 | 104 | 62  | 58  | 350  | 236  | 428    | Liga Premier 2019-20  |
| 16   | FC Ural                      | 11    | 338 | 103 | 66  | 139 | 370  | 466  | 412    | Liga Premier 2019-20  |
| 17   | FC Anzhi Makhachkala         | 11    | 344 | 91  | 89  | 134 | 312  | 403  | 386    |                       |
| 18   | FC Moscú                     | 9     | 270 | 92  | 83  | 95  | 295  | 311  | 359    |                       |
| 19   | FC Shinnik                   | 10    | 304 | 85  | 86  | 133 | 294  | 403  | 341    | Liga Nacional 2019-20 |
| 20   | FC Kuban                     | 9     | 284 | 75  | 96  | 113 | 304  | 379  | 321    |                       |
| 21   | FC Tom                       | 9     | 284 | 75  | 77  | 132 | 259  | 395  | 302    | Liga Nacional 2019-20 |
| 22   | FC Chernomorets              | 8     | 248 | 74  | 65  | 109 | 274  | 357  | 287    |                       |
| 23   | FC Lokomotiv Nizhny Novgorod | 8     | 248 | 68  | 63  | 117 | 233  | 356  | 267    |                       |
| 24   | FC Zhemchuzhina Sochi        | 7     | 222 | 61  | 57  | 104 | 263  | 390  | 240    |                       |
| 25   | PFC Spartak Nalchik          | 6     | 194 | 54  | 57  | 83  | 207  | 239  | 219    |                       |
| 26   | FC Tekstilshchik Kamyshin    | 5     | 158 | 53  | 43  | 62  | 172  | 177  | 202    |                       |
| 27   | FC KAMAZ                     | 5     | 162 | 51  | 32  | 79  | 198  | 253  | 179    |                       |
| 28   | FC Ufa                       | 4     | 120 | 30  | 37  | 53  | 97   | 142  | 170    | Liga Premier 2019-20  |
| 29   | FC Elista                    | 5     | 150 | 36  | 39  | 75  | 138  | 225  | 147    |                       |
| 30   | FC Arsenal Tula              | 3     | 90  | 26  | 21  | 43  | 78   | 119  | 141    | Liga Premier 2019-20  |
| 31   | FC Luch Vladivostok          | 4     | 124 | 34  | 32  | 58  | 116  | 187  | 134    | Liga Nacional 2019-20 |
| 32   | FC Baltika                   | 3     | 98  | 30  | 37  | 31  | 114  | 111  | 127    | Liga Nacional 2019-20 |
| 33   | FC Fakel Vorónezh            | 4     | 124 | 31  | 29  | 64  | 101  | 175  | 122    | Liga Nacional 2019-20 |
| 34   | PFC Dynamo Stavropol         | 3     | 94  | 27  | 23  | 44  | 94   | 125  | 104    |                       |
| 35   | FC Tyumen                    | 5     | 154 | 25  | 26  | 103 | 116  | 326  | 101    |                       |
| 36   | FC Volga                     | 3     | 104 | 25  | 16  | 63  | 87   | 171  | 91     |                       |
| 37   | FC Mordovia Saransk          | 3     | 90  | 20  | 22  | 48  | 82   | 150  | 82     | Liga Nacional 2019-20 |
| 38   | FC Okean Nakhodka            | 2     | 64  | 22  | 14  | 28  | 65   | 83   | 80     |                       |
| 39   | FC Khimki                    | 3     | 90  | 17  | 23  | 50  | 86   | 151  | 74     | Liga Nacional 2019-20 |
| 40   | FC Orenburg                  | 2     | 60  | 19  | 16  | 25  | 54   | 70   | 73     | Liga Premier 2019-20  |
| 41   | FC Asmaral Moscú             | 2     | 60  | 19  | 11  | 30  | 74   | 102  | 68     |                       |
| 42   | PFC Sokol Saratov            | 2     | 60  | 17  | 13  | 30  | 55   | 87   | 64     |                       |
| 43   | FC Lada-Tolyatti             | 2     | 64  | 10  | 16  | 38  | 42   | 105  | 46     |                       |
| 44   | FC Tosno                     | 1     | 30  | 6   | 6   | 18  | 23   | 54   | 24     |                       |
| 45   | FC Sibir Novosibirsk         | 1     | 30  | 4   | 8   | 18  | 34   | 58   | 20     |                       |
| 46   | FC Yenisey                   | 1     | 30  | 4   | 8   | 18  | 24   | 55   | 20     | Liga Nacional 2019-20 |
| 47   | FC SKA-Khabarovsk            | 1     | 30  | 2   | 7   | 21  | 16   | 55   | 13     | Liga Nacional 2019-20 |
| 48   | FC Tambov                    | 0     | 0   | 0   | 0   | 0   | 0    | 0    | 0      | Liga Premier 2019-20  |
| 49   | PFC Sochi                    | 0     | 0   | 0   | 0   | 0   | 0    | 0    | 0      | Liga Premier 2019-20  |

- Para los clubes que han sido renombrados, el nombre que aparece es el último con el que jugó en la Liga Premier.
- Se incluyen los play-offs por el título.
- En esta tabla se utiliza el sistema de tres puntos por victoria, sistema que fue adoptado en 1995.
- Al FC KAMAZ se le descontaron 6 puntos en 1997.
- Al FC Terek (FC Akhmat) se le descontaron 6 puntos en 2005.

## Estadísticas Jugadores

### Máximos goleadores
Al 04 de junio de 2023
| Pos. | Jugador             | Goles | Partidos | Años                            | Clubes |
| ---- | ------------------- | ----- | -------- | ------------------------------- | --- |
| 1.   | Oleg Veretennikov   | 143   | 274      | 1992 - 99, 2001 - 02            | FC Rotor (141), PFC Sokol Saratov (2)                                                                        |
| 2.   | Aleksandr Kerzhakov | 139   | 340      | 2001 - 06, 2008 - 14/15         | FC Zenit (119), FC Dinamo Moscú (19)                                                                         |
| 3.   | Dmitri Kirichenko   | 129   | 377      | 1998 - 2012/13                  | FC Rostov (48), PFC CSKA Moscú (29), FC Moscú (26), FC Saturn (26)                                           |
| 4.   | Dmitri Loskov       | 120   | 453      | 1992 - 93, 1995 - 2011/12       | FC Rostov (14), FC Lokomotiv Moscú (99), FC Saturn (7)                                                       |
| 5.   | Roman Pavlyuchenko  | 104   | 309      | 2000 - 08, 2011/12 - 14/15      | FC Rotor (14), FC Spartak Moscú (69), FC Lokomotiv Moscú (14)                                                |
| 6.   | Sergey Semak        | 102   | 456      | 1993 - 2004, 2006 - 12/13       | FC Asmaral Moscú (1), PFC CSKA Moscú (68), FC Moscú (12), FC Rubin Kazán (12), FC Zenit (9)                  |
| 7.   | Andrey Tikhonov     | 98    | 346      | 1992 - 2004, 2007 - 08, 2011/12 | FC Spartak Moscú (68), PFC Krylia Sovetov Samara (26), FC Rostov (4)                                         |
| 8.   | Ígor Semshov        | 98    | 433      | 1996 - 2013/14                  | PFC CSKA Moscú (1), FC Torpedo Moscú (54), FC Dinamo Moscú (36), FC Zenit (6), PFC Krylia Sovetov Samara (1) |
| 9.   | Vladímir Fedótov    | 100   | 427      | 1960 - 1975                     | PFC CSKA Moscú (100)                                                                                         |
| 10.  | Christian Noboa     | 93    | 366      | 2007 - 14, 2015 - 24            | Rubin Kazan (29), Dinamo de Moscú (12), FK Rostov (11), FK Sochi (40), Zenit (1)                             |

### Partidos jugados
Al 29 de febrero de 2024    
| Pos.                                                   | Jugador            | Partidos |
| ------------------------------------------------------ | ------------------ | -------- |
| 1.                                                     | Sergei Ignashevich | 489      |
| 2.                                                     | Serguéi Semak      | 456      |
| 3.                                                     | Dmitri Loskov      | 453      |
| 4.                                                     | Ígor Semshov       | 433      |
| 5.                                                     | Igor Akinfeev      | 407      |
| 6.                                                     | Vasili Berezutski  | 402      |
| 7.                                                     | Ruslan Adzhindzhal | 397      |
| 8.                                                     | Valeri Yésipov     | 390      |
| 9.                                                     | Dmitri Kirichenko  | 377      |
| 10.                                                    | Igor Lebedenko     | 371      |
| 11.                                                    | Christian Noboa    | 366      |
| 12.                                                    | Andrey Tikhonov    | 346      |
| Jugadores en negrita siguen jugando en la Liga Premier |                    |          |

## Entrenadores campeones de la Liga Premier de Rusia

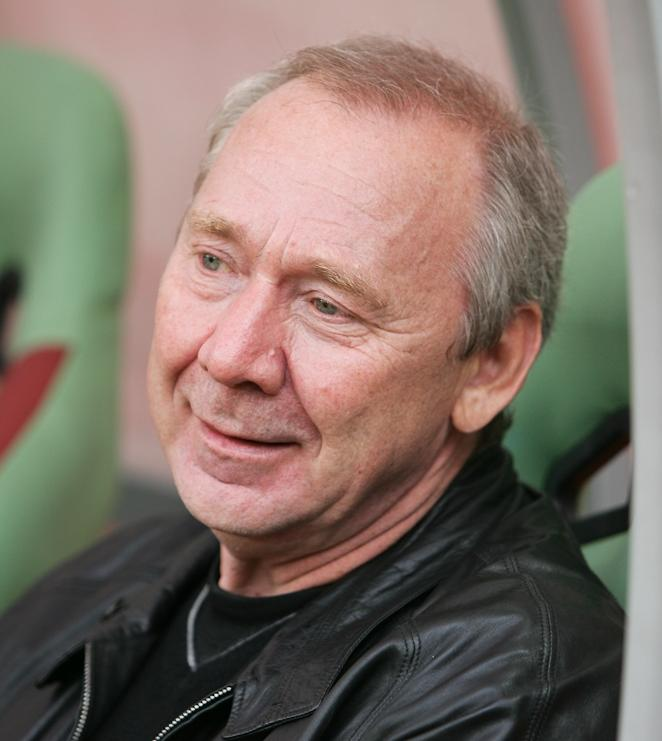
Oleg Romántsev, ocho títulos.

| Técnico                    | Títulos | Años campeón                                   |
| -------------------------- | ------- | ---------------------------------------------- |
| Oleg Romántsev             | 8       | 1992, 1993, 1994, 1997, 1998, 1999, 2000, 2001 |
| Serguéi Semak              | 6       | 2019, 2020, 2021, 2022, 2023, 2024             |
| Valeri Gazzáiev            | 4       | 1995, 2003, 2005, 2006                         |
| Leonid Víktorovich Slutski | 3       | 2013, 2014, 2016                               |
| Yuri Siomin                | 3       | 2002, 2004, 2018                               |
| Gurban Berdiýew            | 2       | 2008, 2009                                     |
| Luciano Spalletti          | 2       | 2010, 2012                                     |
| Georgi Yartsev             | 1       | 1996                                           |
| Dick Advocaat              | 1       | 2007                                           |
| André Villas-Boas          | 1       | 2015                                           |
| Massimo Carrera            | 1       | 2017                                           |